# Virginia Raggi
Virginia Raggi (ur. 18 lipca 1978 w Rzymie) – włoska polityk, od 20 czerwca 2016 r. burmistrz Rzymu i obszaru metropolitalnego, pierwsza kobieta w historii na tym stanowisku.

## Życiorys
Pochodzi z rzymskiej dzielnicy San Giovanni-Appio-Latino. Ukończyła liceum im. Isaaca Newtona w klasie o profilu naukowym, a następnie uzyskała dyplom na wydziale prawa Università di Roma Tre.
Jako prawniczka specjalizowała się w prawie cywilnym, procesowym i w pozasądowym rozstrzyganiu sporów. W 2003 r. rozpoczęła praktykę adwokacką w kancelarii Cesare Previtiego, którą kontynuowała w kancelarii Sammarco. W 2007 r. uzyskała stopień akademicki cultrice della materia rzymskiego Uniwersytetu Foro Italico.
Jest katoliczką. Jej mąż, reżyser radiowy Andrea Severini, jest znany jako aktywista Ruchu Pięciu Gwiazd. Wspólnie mają syna i mieszkają w dzielnicy Ottavia.

### Kariera polityczna
Już na początku tysiąclecia uczestniczyła w kilku ruchach politycznych działających na terenie jej dzielnicy. W 2011 r. wstąpiła do Ruchu Pięciu Gwiazd, w ramach którego wraz z kilkorgiem kolegów stworzyła komórkę organizacji na terenie Municipio Roma XIV. W wyborach samorządowych w 2013 r. otrzymała 1525 głosów, co zapewniło jej miejsce w radzie miasta. W czasie swojej kadencji zajmowała się przede wszystkim kwestiami pracy i edukacji. Po ustąpieniu Ignazio Marino ze stanowiska burmistrza Rzymu Ruch Pięciu Gwiazd zorganizował w Internecie prawybory, które Raggi wygrała, zdobywając 45,5% głosów (1764 głosów na 3862 oddanych). Stała się tym samym oficjalną kandydatką partii w kolejnych wyborach.
W pierwszej turze wyborów samorządowych w 2016 r. Raggi uzyskała 35,25% głosów, pokonując tym samym kandydata Partii Demokratycznej Roberto Giachettiego, na którego zagłosowało 24,87% wyborców. W drugiej turze zwyciężyła, zdobywając 770 564 głosy, co stanowi 67,15% wszystkich oddanych. Jest pierwszą kobietą na tym stanowisku w historii Rzymu, a także najmłodszym burmistrzem w najnowszej historii miasta.

## Kontrowersje
Po jej zwycięstwie w prawyborach zorganizowanych przez Ruch Pięciu Gwiazd rzymska gazeta codzienna „Il Tempo” ujawniła, że Raggi pominęła w oficjalnym życiorysie informację o odbyciu stażu zawodowego w latach 2003–2006 w kancelarii Cesare Previtiego, byłego ministra obrony Włoch i adwokata Silvio Berlusconiego, a także związki z Beppe Grillo. Wkrótce potem prasa doniosła także o jej romansie z prawnikiem Pieremilio Sammarco, u którego rozpoczęła praktykę adwokacką, którą prowadziła do chwili wybrania na urząd burmistrza. W curriculum vitae pominęła także sam fakt pracy dla Sammarco, którego brat Alessandro był adwokatem Previtiego i Berlusconiego.
Włoska prasa doniosła także o „umowie”, jaką Raggi oraz inni członkowie Ruchu podpisali z Beppe Grillo i Gianroberto Casaleggio, zgodnie z którą mają podać się do dymisji i zapłacić sowitą grzywnę w razie, gdyby ich działania miały szkodzić ruchowi. W odpowiedzi na wyciek tej informacji Raggi oświadczyła, że żadna umowa nie jest jej potrzebna, bowiem poda się do dymisji, jeśli tylko Grillo ją o to poprosi.
17 czerwca 2016 r. gazety doniosły, że w czasie gdy Raggi była już radną miejską – w 2012 i ponownie w 2014 r. – świadczyła płatne usługi doradcze dla Wydziału Zdrowia Publicznego (ASL) w Civitavecchii, czego nie wykazała w swoich dokumentach.